# Empis brouni
Empis brouni är en tvåvingeart som beskrevs av Frederick Wollaston Hutton 1901. Empis brouni ingår i släktet Empis och familjen dansflugor. Inga underarter finns listade i Catalogue of Life.